# La Londe-les-Maures
Londe-les-Maures – miejscowość i gmina we Francji, w regionie Prowansja-Alpy-Lazurowe Wybrzeże, w departamencie Var.
Według danych na rok 1990 gminę zamieszkiwało 7151 osób, a gęstość zaludnienia wynosiła 90 osób/km² (wśród 963 gmin regionu Prowansja-Alpy-W. Lazurowe Londe-les-Maures plasuje się na 92. miejscu pod względem liczby ludności, natomiast pod względem powierzchni na miejscu 63.).